# Хангар
Хангар је затворена грађевина направљена за чување летелице у својој унутрашњости. Најмодернији хангари се граде од метала, но дрво и бетон се такође обично користе. Реч „хангар“ потиче од севернофранцуског дијалекта, и значи „штала“.
Намена хангара је да штите летелицу од временских услова и сунчевог светла. Хангари могу такође бити опремљени као станице за оправку и одржавање или, у неким случајевима, као места за градњу летелица.